# Bentheuphausia
Bentheuphausia is een geslacht van kreeftachtigen uit de klasse van de Malacostraca (hogere kreeftachtigen).

## Soort
- Bentheuphausia amblyops G.O. Sars, 1885